# 匈牙利第二共和國
匈牙利共和國（匈牙利語：Magyar Köztársaság）是匈牙利王國的後繼政權，于1946年2月1日成立，政體是議會內閣制。該政權正式國號與匈牙利目前的國號相同，都是「匈牙利共和国」，是匈牙利最初的共和政體匈牙利民主共和國（第一共和國）之後第二個共和國，故亦史稱匈牙利第二共和國。

## 歷史
1940年匈牙利王國加入軸心國，在德國幫助下分別在1938年和1940年獲得斯洛伐克南部、喀爾巴阡盧森尼亞和北特兰西瓦尼亚。並參與了1941年南斯拉夫戰役及蘇德战争。蘇聯紅軍在1944年攻入匈牙利王國境內，於10月29日到1945年2月13日期間對布達佩斯展開了布達佩斯圍城戰，導致布達佩斯受到了毀滅性的打擊。
蘇聯合併了1938年以前屬捷克斯洛伐克，二战時為匈牙利一部份的喀爾巴阡盧森尼亞。
根據1947年2月10日簽訂的巴黎條約，匈牙利放棄其在1938年到1941年期間獲得的所有領土。納粹德國的維也納仲裁裁決無效，匈牙利的國境線除少數地區割讓給捷克斯洛伐克以外還有北特蘭西瓦尼亞，回歸羅馬尼亞，回到1938年2月1日之前的國界。此外，有24万德國人在1946年到1948年期間被送往德國。
蘇聯雖然在1944年12月21日第二次世界大戰後設立了一個匈牙利政府，不過直到1945年2月18日才攻下布達佩斯。
在1945年11月的選舉中，小農黨獲得了57%的選票，成為最大黨派；反觀，匈牙利共產黨只獲得了17%的選票，故共產黨不斷地通過以恫嚇的手段蠶食小農黨和其他反共政黨的基礎。對此不服的蘇聯元帥克里門特·伏羅希洛夫拒絕組織由小農黨主導的政權，而建立了由共產黨為核心的政權。蒂爾迪·佐爾坦成為首任總統，纳吉·费伦茨則擔任總理。
拉依克·拉斯洛擔任內政部長，并設立匈牙利國家保安局（ÁVH）。因1947年2月小農業黨及國民小農黨的黨首被捕，兩黨部份黨員逃亡國外。
匈牙利共產黨及社會民主黨合併為匈牙利勞動人民黨，在1947年的選舉中成為最大黨派，組建了聯合政府。至此，共產主義陣營控制了匈牙利政府。當時的社會民主黨黨首貝拉被逮捕，流放至西伯利亞。而眾多反共產主義者都被逮捕流放。
1949年8月18日，以斯大林憲法為基軸的匈牙利共和國憲法頒佈。國名也改為匈牙利人民共和國。